# Dylągowa
Dylągowa – wieś w Polsce położona w województwie podkarpackim, w powiecie rzeszowskim, w gminie Dynów.
W Dylągowej ma siedzibę rzymskokatolicka parafia św. Zofii.
W latach 1954–1961 wieś należała i była siedzibą władz gromady Dylągowa, po jej zniesieniu w gromadzie Bartkówka. W latach 1975–1998 miejscowość administracyjnie należała do województwa przemyskiego.

## Położenie
Dylągowa położona jest w zachodniej części Pogórza Przemyskiego, nad Dylągowskim Potokiem, który wypływa z północnych zboczy góry Kruszelnica (501 m n.p.m.) i po około 5,5 km wpada w Sielnicy do Sanu. Skrajem wsi przebiega niebieski szlak turystyczny z Krasiczyna do Dynowa. We wsi znajduje się szkoła podstawowa, urząd pocztowy, ośrodek zdrowia oraz Leśnictwo Dylągowa.

## Części wsi
| SIMC    | Nazwa        | Rodzaj    |
| ------- | ------------ | --------- |
| 0601343 | Cebakówka    | część wsi |
| 0601350 | Chrapkówka   | część wsi |
| 1000746 | Cichówka     | część wsi |
| 0601366 | Flagówka     | część wsi |
| 0601372 | Folwark      | część wsi |
| 0601389 | Jamborówka   | część wsi |
| 0601395 | Karasiówka   | część wsi |
| 0601403 | Kłyżówka     | część wsi |
| 0601410 | Kościelnówka | część wsi |
| 0601426 | Łukaszówka   | część wsi |
| 0601432 | Martowicze   | część wsi |
| 0601449 | Podlipa      | część wsi |
| 1000798 | Podtopole    | część wsi |
| 0601455 | Pustki       | część wsi |
| 0601461 | Roztoka      | część wsi |
| 0601478 | Skotnik      | część wsi |

## Historia
Historyczne nazwy: Vylagowa lub Dilągowa 1484, Dilagova Volya 1515, Dilyagowa 1523, Dyliągowa 1559, Dylągowa 1700. Pochodzenie nazwy ma charakter gwarowy pol. dyląg (długi człowiek, tyczka), ta od przezwiska pierwszego osadźcy Johannesa Dyląga. Wieś lokowana w II poł. XV wieku na prawie niemieckim. Od 1340-1772 ziemia sanocka, województwo ruskie (tzw. sanockie Podole), do 1914 powiat przemyski, austriacka Prowincja Galicja, do 1939 powiat przemyski, województwo lwowskie. Źródła pisane wspominają po raz pierwszy o Dylągowej w 1484 r. jako o części dóbr dynowskich należących do Kmitów. Dylągowa wraz z wsiami Bachórzec, Bartkówka i Pawłokoma, w wyniku podziału dóbr pozostałych po zmarłym Dobiesławie Kmicie, wojewodzie sandomierskim, przypadła jego bratankom: Piotrowi, Stanisławowi i Andrzejowi Kmitom (synom Jana Noska Kmity). W 1515 roku Dylągowa należała do dóbr Dubieckich i posiadała 5 łanów pola (1 łan liczył od 16 do 24 ha ziemi), młyn i karczmę. W roku 1552 Stanisław Mateusz Stadnicki (ojciec słynnego Stanisława Stadnickiego zwanego "Diabłem Łańcuckim"), właściciel Dubiecka i Dylągowej jako zwolennik reformacji, propagujący luteranizm, a następnie kalwinizm zamienił istniejący kościół katolicki w Dylągowej na zbór protestancki. Miejscowy proboszcz, Andrzej z Dynowa, zwolennik reformacji, za treści głoszone w kazaniach został przez biskupa przemyskiego wyklęty i pozbawiony probostwa (w kilka lat później wyrzekł się herezji). Zgodnie z rejestrem poborowym ziemi sanockiej z lat 1640 i 1655 Dylągowa należała do Michała Zebrzydowskiego, starosty śniatyńskiego (od 1667 r. wojewody krakowskiego), i wchodziła w skład klucza dąbrówkowskiego, podobnie jak: Dąbrówka Starzeńska, Siedliska, Wołodź, Gdyczyna, Piątkowa, Tarnawska Wola, Sielnica, Żahatyń. Klucz ten znalazł się w jego posiadaniu dzięki małżeństwu z Marianną ze Stadnickich, która była córką Marcina Stadnickiego, kasztelana sanockiego. Z Dylągowej pochodził zmarły w 1653 r. Bartłomiej Dylągowski, nadworny lekarz Zygmunta III Wazy. W 1706 r. wybudowano we wsi drewniany kościół pw. św. Zofii, który w 1927 r. został przeniesiony do Gdyczyny (obecnie przysiółek Siedlisk). Według spisu ludności z 1785 roku w Dylągowej mieszkały 682 osoby, wszystkie wyznania rzymskokatolickiego. Wieś rozciągała się wówczas na powierzchni 18,87 km². W 1789 roku część dawnego klucza dąbrówkowskiego z Dylągową kupił od Józefa Reya Piotr Starzeński i w rękach tego rodu pozostała ona do roku 1939. Z inicjatywy miejscowego proboszcza ks. Jana Marii Stelińskiego w latach 1906-1911 wybudowano na nowym miejscu murowany kościół rzymskokatolicki. Podczas spisu ludności w 1921 r. wieś liczyła 258 domów i 1459 mieszkańców.

### II wojna światowa
11 września Niemcy po przełamaniu obrony na Sanie wkraczają do Dylągowej i kierują się przez Piątkową w kierunku Birczy w pościgu za cofającym się Wojskiem Polskim. Pierwsze oddziały sowieckie pojawiły się we wsi 30 września 1939 roku i pod okupacją sowiecką wioska pozostawała do 22 czerwca 1941 roku. Po agresji Niemiec na Związek Radziecki wioska pozostawała pod okupacją niemiecką do lipca 1944 roku. W ramach ruchu oporu w Dylągowej wiosną 1944 r. działał pluton Armii Krajowej liczący 35 członków i wchodzący w skład Placówki AK Dynów. 25–26 kwietnia 1944 roku miała miejsce pacyfikacja Dylągowej, która była następstwem ataku oddziału AK regionu Dynów i Błażowa dowodzonego przez ppor. Aleksandra Grube ps. "Sęp" na posterunek ukraińskiej policji w Jaworniku Ruskim. Akcja ta spowodowała oskarżenie mieszkańców polskiej wsi Dylągowa o dokonanie tego napadu i decyzję pacyfikacyjną wsi przez policję ukraińską wspólnie z Niemcami. Wszystkich mieszkańców wsi, którym nie udało się uciec ze wsi przetrzymywano w kościele parafialnym, a cała wioska była przeszukiwana przez Niemców i policję ukraińską. We wsi broni nie znaleziono i następnego dnia Niemcy odstąpili od masowego mordu, a ludność została uwolniona. Wioskę uratował major Policji Państwowej Kazimierz Mięsowicz.

### Walki z UPA
4 października 1945 r. Dylągowa wraz z sąsiednimi wioskami (Bartkówka, Łączki, Sielnica oraz Pawłokoma) została częściowo spalona przez sotnie UPA "Hromenki" i "Burłaki" za udział mieszkańców w napadzie na Pawłokomę. II napad oddziałów UPA miał miejsce 1 stycznia 1946 roku, w wyniku którego zostały spalone zabudowania gospodarskie we wsi prawie w 100%. Ludność, której nie udało się uciec lub schować poza obejściem gospodarskim, została zastrzelona lub spłonęła w ogniu.

## Zabytki
Obecny murowany kościół w Dylągowej pochodzi z 1907 r. Ze starego, drewnianego kościoła pozostał pochodzący z ok. 1700 r. ołtarz. Na miejscowym cmentarzu znajdują się cenne nagrobki kamienne Aleksandra Starzeńskiego z 1831 r. i Róży z Zabielskich Kamienieckiej z roku 1843.

## Osoby związane z Dylągową
W Dylągowej urodzili się:
- Bartłomiej Dylągowski – lekarz, teolog
- Władysław Kupiec – sędzia, poseł na Sejm PRL
- Józef Łach – działacz państwowy, poseł na Sejm PRL
- Jan Przybylski – oficer Polskiej Marynarki Wojennej
- Anastazja Pustelnik FDC – zakonnica, autorka książek kucharskich